# Yo perreo sola
Yo perreo sola è un singolo del rapper portoricano Bad Bunny, pubblicato il 27 marzo 2020 come quarto estratto dal secondo album in studio YHLQMDLG.

## Video musicale
Il video musicale, diretto da Stillz e dall'interprete stesso, è stato pubblicato il 27 marzo 2020, in concomitanza con l'uscita del brano.

## Tracce
Testi e musiche di Benito Antonio Martínez e Genesis Rios.
1. Yo perreo sola – 2:52

## Classifiche

### Classifiche settimanali
| Classifica (2020)     | Posizione massima |
| --------------------- | ----------------- |
| Argentina             | 2                 |
| Colombia              | 4                 |
| Costa Rica            | 4                 |
| Messico               | 2                 |
| Perù                  | 79                |
| Repubblica Dominicana | 5                 |
| Spagna                | 4                 |
| Stati Uniti           | 53                |

### Classifiche di fine anno
| Classifica (2020)     | Posizione |
| --------------------- | --------- |
| Messico               | 8         |
| Repubblica Dominicana | 9         |
| Spagna                | 39        |